# Typha albida
Typha albida là một loài thực vật có hoa trong họ Typhaceae. Loài này được Riedl miêu tả khoa học đầu tiên năm 1970.